# Zwischen zwei Frauen
Zwischen zwei Frauen ist ein US-amerikanisches Filmdrama aus dem Jahr 1950 von Michael Curtiz mit Gary Cooper und Lauren Bacall in den Hauptrollen. Der Film wurde von Warner Bros. produziert und basiert auf dem 1949 erschienenen Roman Bright Leaf von Foster Fitzsimmons.

## Handlung
1894 kehrt Brant Royle nach Jahren zurück nach Kingsmont in North Carolina. Seine Eltern besaßen hier eine Tabakplantage, wurden aber von dem Zigarren-Magnaten Major Singleton vertrieben. In der Stadt begegnet Brant Singletons Tochter Margaret. Er fühlt sich zu ihr hingezogen, sie reagiert jedoch zurückweisend auf seine Avancen, sehr zur Freude ihrer Tante Tabitha.
Der Erfinder John Barton stellt Major Singleton seine Maschine zum Rollen und Verpacken von Zigaretten vor. Der Major bevorzugt jedoch Zigarren und lehnt den Kauf der Maschine ab. Als er von Brants Rückkehr erfährt, verbietet er Margaret den Kontakt. Margaret verbittet sich dies, denn sie tue, was ihr gefalle. Der Major will nun Brant zum zweiten Mal aus der Stadt jagen. Tabitha wirft ihrer Nichte vor, ihren Vater absichtlich zu reizen, was Margaret nicht verneint.
Barton wird in der Stadt Zeuge eines Streitgespräches zwischen Singleton und Bart. Er beschließt, seine Maschine Bart anzubieten. Zwar ist Brant interessiert, aber auch mittellos. Er sucht Sonia Kovac, eine Freundin seiner Familie, auf, die in der Stadt eine Pension für Frauen betreibt. Sonia ist in Brant verliebt und daher enttäuscht, dass er sie nur wegen Geld aufsucht. Dennoch beschließt sie, seine Partnerin zu werden. Chris Malley, der als Dr. Monaco Elixiere verkauft, flüchtet sich vor aufgebrachten Kunden in Sonias Pension. Brant bietet ihm an, als Verkäufer für Zigaretten zu arbeiten.
Mehrere Jahre später ist Brants und Sonias Unternehmen so erfolgreich, dass mehrere Zigarrenhersteller aufgeben mussten. Der einzige verbliebene Konkurrent ist Major Singleton. Brant will für Sonia eine Geburtstagsfeier ausrichten. Margaret erfährt davon und lädt ihn ein, stattdessen sie zu besuchen. Der erfreute Brant kommt auch zu Besuch, wird aber vom Major aus dem Haus geworfen. Brant will Margaret heiraten, die weigert sich jedoch, solange er mit Sonia befreundet ist.
Brant erklärt Sonia, dass er ihr nie Hoffnungen gemacht habe und immer noch Margaret heiraten wolle. Chris gesteht ihr seine Liebe, Sonia hält dies aber für einen Scherz. Brant übernimmt Singletons Kredite und bietet sie dem Major für Margarets Hand an. Singleton lehnt verärgert ab, doch Margaret will Brant heiraten, damit die Schulden der Familie getilgt sind. Empört fordert Singleton Brant zum Duell. Als Brant das Duell verweigert, begeht der Major Selbstmord.
Mit der Zeit hat der Erfolg aus Brant einen habgierigen Egoisten gemacht. Er drängt Barton aus dem Unternehmen, was selbst den loyalen Chris gegen ihn aufbringt. Margaret und Brant heiraten und ziehen in das renovierte Anwesen der Singletons. Die Ehe der beiden ist unglücklich. Gegen sein Unternehmen wird eine Klage eingereicht, in der die illegale Monopolstellung des Unternehmens dargelegt wird. Chris findet heraus, dass Margaret alle ihre Firmenanteile verkauft und Informationen an die Staatsanwaltschaft herausgegeben hat. Sie gesteht gegenüber Brant ihre Taten, die sie aus Rache für den Tod ihres Vaters, für den sie Brant verantwortlich macht, durchgeführt hat. Nun wolle sie die Scheidung. In seiner Wut stürzt Brant und setzt versehentlich das Zimmer in Brand. Anstatt zu löschen, lässt er das Anwesen niederbrennen, um einen Schlussstrich zu ziehen. Er kehrt zu Sonia zurück und bittet um Verzeihung. Sie antwortet traurig, dass er dies um Jahre zu spät tue. Sie schaut ihm hinterher, als er die Stadt verlässt.

## Produktion
Gedreht wurde von Mitte November 1949 bis Ende Januar 1950 in den Warner-Studios in Burbank.

## Stab und Besetzung
Die Kostüme wurden von Leah Rhodes und Marjorie Best gefertigt. Leo Shuken und Sidney Cutner leiteten das Orchester.
In kleinen nicht im Abspann erwähnten Nebenrollen traten John Alvin, Marietta Canty, Chick Chandler, Franklyn Farnum, Celia Lovsky, Cleo Moore Bill Walker und Tom Wilson auf.

## Synchronisation
| Rolle              | Schauspieler   | Deutscher Synchronsprecher |
| ------------------ | -------------- | -------------------------- |
| Brant Royle        | Gary Cooper    | Heinz Engelmann            |
| Sonia Kovac        | Lauren Bacall  | Marianne Kehlau            |
| Margaret Singleton | Patricia Neal  | Ingeborg Grunewald         |
| Chris Malley       | Jack Carson    | Hans Emons                 |
| Major Singleton    | Donald Crisp   | Ernst Fritz Fürbringer     |
| John Barton        | Jeff Corey     | Klaus Miedel               |
| Calhoun            | Taylor Holmes  | Eduard Wandrey             |
| Ellery             | James Griffith | Walter Bluhm               |
| Rezeptionist       | Eddie Parks    | Erich Poremski             |

## Veröffentlichung
Die Premiere des Films fand am 16. Juni 1950 in New York statt. In der Bundesrepublik Deutschland kam er am 19. Juni 1953 in die Kinos, in Österreich im Jahr 1954.

## Kritiken
Das Lexikon des internationalen Films schrieb: „Trotz vorzüglicher Besetzung und Fotografie ein nur mittelmäßiges Melodram aus dem Milieu der Tabakpflanzer.“
Bosley Crowther von der The New York Times fand den Film merkwürdig fade. Der größte Fehler des Films sei, dass er schon früh die beißende Umgebung der Tabakindustrie verlasse und zu einem altmodischen Konflikt zwischen einen liebestollen Mann und einem erbarmungslosen Mädchen werde.